# كريم فيرغسون
كريم فيرغسون (بالإنجليزية: Kareem Ferguson)‏ هو ممثل ومخرج ومنتج أمريكي بدأ مسيرته الفنية سنة 1994.

## الأعمال
- ممسوس بملاك
- سكرابز
- لاس فيغاس

## وصلات خارجية
- كريم فيرغسون على موقع IMDb (الإنجليزية)
- الموقع الرسمي